# Saint-Pierre-Quilbignon
Pour les articles homonymes, voir Saint-Pierre.
Saint-Pierre-Quilbignon est une ancienne commune du Finistère, située à l'ouest de Brest, et fusionnée avec cette dernière le 28 avril 1945. Il s'agit désormais d'un quartier de Brest situé à l'ouest de la ville.

## Géographie

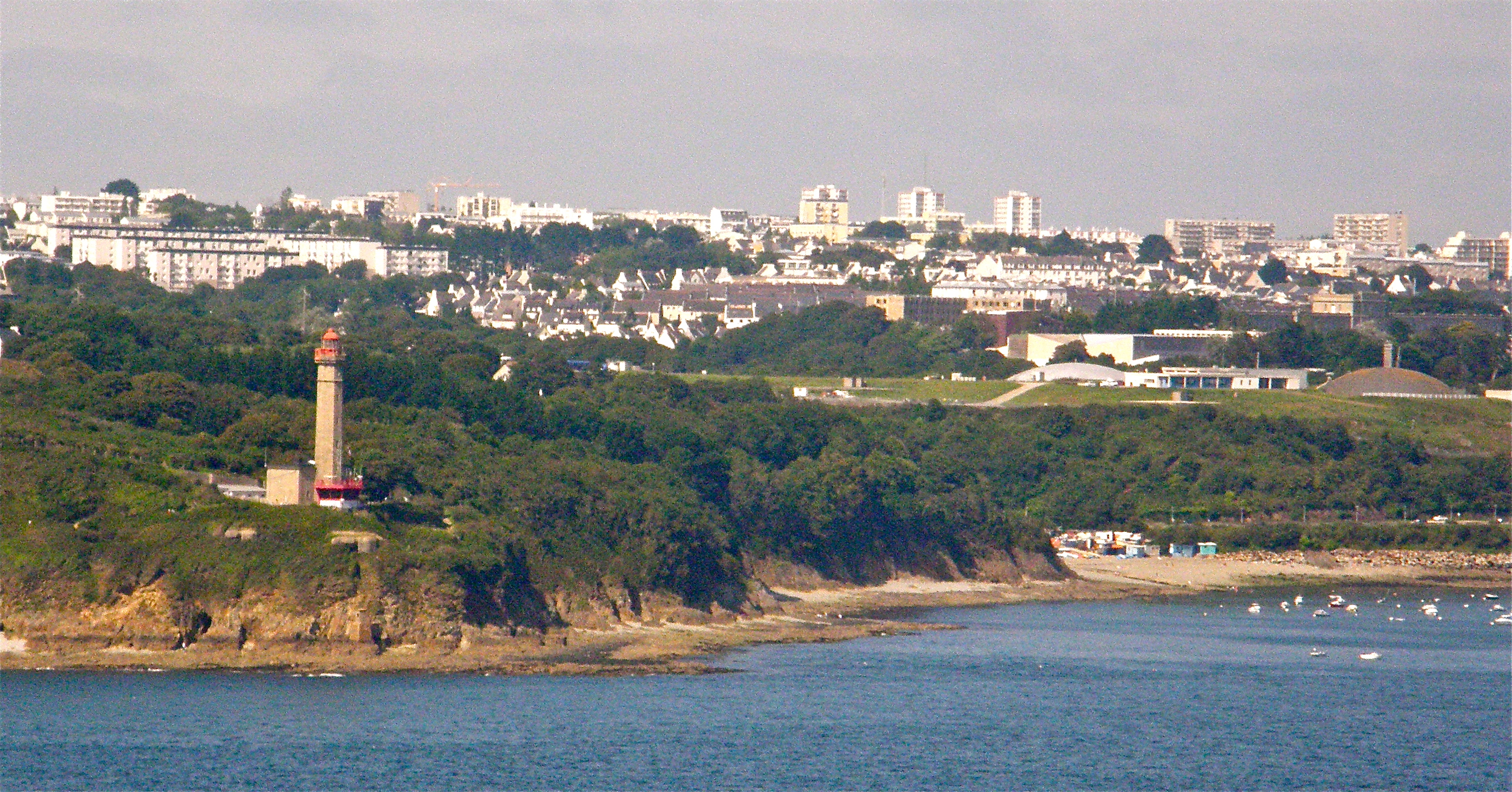
Vue du phare du Portzic et de Maison Blanche à Saint-Pierre-Quilbignon depuis la pointe des Espagnols.

La situation géographique de l'ancienne commune de Saint-Pierre-Quilbignon était ainsi présentée à la fin du XIXe siècle :

« Située sur la rive droite de la Penfeld et à 2 km de Brest, la commune de Saint-Pierre-Quilbignon [7 665 habitants à l'époque] borde le littoral de la rade ; elle forme la banlieue de Recouvrance, comme Lambézellec et Saint-Marc forment celle de Brest. Cette commune est peuplée en grande partie par des ouvriers de l'arsenal de Brest et des retraités de la marine. Indépendamment du bourg chef-lieu, qui a une population agglomérée de 651 habitants ; elle compte plusieurs villages importants tels que : les Quatre-Moulins, Laninon, la Grande-Rivière, les Quatre-Pompes et la Maison-Blanche. Les forts du Portzic, de Montbarrey, de Keranroux et du Questel, situés sur le territoire de Saint-Pierre-Quilbignon, dépendent du système de fortification de la ville de Brest. Le phare du Portzic, à l'entrée du goulet, a une hauteur totale de 56 mètres [...]. Trois pardons importants se déroulent dans la commune : à Kerengo [Kerangoff] le 2 juillet, à Sainte-Anne-du-Portzic le dimanche après le 26 juillet, et à Sainte-Brigitte le 8 octobre. »

Même si cette description mérite d'être actualisée (Saint-Pierre-Quilbignon est désormais un quartier englobé dans la ville de Brest, sa population est beaucoup plus élevée et tous les anciens villages cités sont désormais englobés dans le tissu urbain), elle reste en bonne partie valable même si le tissu économique s'est diversifié et si la ceinture de forts (les forts du Portzic, de Montbarey, de Keranroux et du Questel situés sur le territoire communal, faisaient partie du système de défense de Brest côté terre) a perdu son rôle militaire désormais.
Le bourg de Saint-Pierre s'est construit sur un mamelon situé vers 90 mètres d'altitude. Du bourg au pont de Recouvrance, l'altitude va décroissant en dépit de quelques remontées sporadiques : 81 mètres au Petit-Paris, 73 mètres aux Quatre-Moulins, 35 mètres à Prat-Lédan en bas de la côte du Grand Turc, 27 mètres en haut de la rue de la Porte. Bien que Saint-Pierre-Quilbignon ait disposé d'une façade maritime, c'était initialement un village rural « tournant le dos à la mer » : les falaises littorales de la rade de Brest n'étaient guère attractives et la mer elle-même peu accessible sauf à la hauteur des vallons ravinant le plateau (ravins des Quatre-Pompes et de Maison-Blanche). Il fallut attendre les extensions du port de guerre et de l'arsenal de Brest vers l'ouest à partir du Second Empire pour que le littoral soit véritablement occupé, mais les emprises militaires de la Marine nationale ont ensuite freiné et même par endroits bloqué l'urbanisation littorale, par exemple à proximité des réservoirs souterrains de la Marine dominant le vallon de Maison-Blanche et construits en 1929, sauf au profit de l'ancienne École navale construite à partir de 1928. La commune dispose toutefois de plages ou de grèves comme celles de Laninon (disparue en raison des extensions du port militaire), des Quatre-Pompes, de Maison-Blanche et de Sainte-Anne-du-Portzic, qui valaient à la commune d'être qualifiée de « station balnéaire » dans plusieurs encyclopédies ou dictionnaires de la fin du XIXe siècle ou du début XXe siècle.
Bien que la façade littorale soit au sud du bourg, la majeure partie du plateau qui forme le finage communal est un plan incliné vers le nord-ouest, ce qui explique que l'Aber-Ildut prend sa source sur le territoire de Saint-Pierre-Quilbignon à près de 100 mètres d'altitude tout près de la rade de Brest avant de couler vers le nord-ouest en direction de l'océan Atlantique. Par contre les cours d'eau qui descendent vers le sud ne sont que de courts ruisseaux à pente forte ravinant le plateau.
Les anneaux de fer fichés dans les murs de nombreuses maisons anciennes du bourg de Saint-Pierre rappellent qu'on avait besoin d'y attacher les chevaux, du temps où il y avait plus de 130 fermes sur le territoire de la commune.
L'approvisionnement en eau de Saint-Pierre-Quilbignon a longtemps reposé sur les nombreuses sources, fontaines et puits et il a fallu attendre la décennie 1930 pour voir l'installation d'un réseau d'adduction d'eau (avec une borne-fontaine d'eau tous les 100-150 mètres) à partir du captage d'eau de l'Arc'Hantel et des deux châteaux d'eau de Kerourien.

## Toponymie
Le nom de Saint-Pierre, Kerber en breton, proviendrait du lieu de résidence dénommé Kerber ou Kerper d'un ermite gallois prénommé Pierre, qui aurait été un compagnon de Paul Aurélien qui, après avoir débarqué en Armorique au début du VIe siècle devint le premier évêque de Léon. 
Le suffixe Quilbignon provient peut-être du vieux breton kil qui désigne un mamelon, un tertre (le bourg est effectivement sur une hauteur à 92 mètres d'altitude), les syllabes finales Bignon désignant peut-être le nom d'une famille ayant par la suite habité là. Mais cette hypothèse reste très incertaine.

## Histoire

### Préhistoire et Antiquité
Sous les eaux devant la plage de Sainte-Anne-du-Porzic se trouvent les restes d'une forêt enterrée datant d'environ 5 500 ans, ensevelie dans la tourbe : des troncs furent mis au jour lors de la construction de la digue d'IFREMER en 1970. 
Quelques traces de l'ancienneté de l'occupation humaine pendant la Préhistoire ont été trouvées dans la commune : une dalle-hublot (peut-être la porte d'une ancienne allée couverte), provenant de la ferme du Vern désormais disparue, des pointes de flèches.
Les vestiges datant de la Rome antique sont plus nombreux : la fontaine Sainte-Brigitte (Brigitte était une déesse celte), à proximité du bourg de Saint-Pierre fut un lieu de culte celte puis romain ; des pièces et des poteries ont été trouvées, entre Le Vern et la Fontaine-Margot et deux voies romaines traversaient le territoire communal. D'autres vestiges encore ont été repérés, par exemple près des villages de Traon Bian, de Kerléo, Kérivin Vao et de Pen Mesmadec.

### Moyen Âge
L'actuelle tour Tanguy, construite en bordure de la rivière de Caprel (nom ancien de la Penfeld) sur une ancienne motte féodale encore visible, date du XIVe siècle : elle était dénommée par le passé Tour de la Motte-Tanguy ou encore Tour de Quilbignon car à l'époque la paroisse s'étendait jusqu'aux rives de la Penfeld, englobant le quartier de Recouvrance initialement dénommé Sainte-Catherine au XIIIe siècle. Cette tour ronde était le point central de la seigneurie du Bas-Léon et fut construite par les Tanguy, sires du Chastel, qui détenaient la châtellenie de Recouvrance. Dans la première moitié du XVIe siècle, ce n'était plus qu'« une ancienne tour ronde à demi ruinée [...] sous laquelle il y a quelques maisons qui appartiennent aux seigneurs du Chastel Tremazan ».
Des Gilard furent seigneurs de Larchantel en Quilbignon, participant aux réformations et montres de 1503 et 1534. Vers 1560, Jean de Kernezre est seigneur de Quilbignon.

### Époque moderne
À la veille de la Révolution française, la famille Le Rodellec était seigneur du Porzic depuis six générations : cette famille était déjà représentée aux montres de 1481 et 1538 ainsi qu'à la réformation de 1669.
La construction des remparts ceinturant Brest en 1692-1694, qui entraîne la destruction de quartiers du Carpont et du Salou, contribue à isoler davantage Saint-Pierre-Quilbignon par rapport à Brest, le seul accès étant pendant plus de deux siècles l'étroite porte du Conquet.
En 1750 Recouvrance obtient son indépendance paroissiale par rapport à Saint-Pierre-Quilbignon et fut ensuite englobé dans la commune de Brest.
En 1759, une ordonnance de Louis XV ordonne à la paroisse de Guilbignon [Saint-Pierre-Quilbignon] de fournir 18 hommes et de payer 118 livres pour « la dépense annuelle de la garde-côte de Bretagne ».
En 1770, le ralentissement de l'activité des arsenaux a provoqué de la pauvreté dans les villages alentour : 

« Dans les campagnes voisines des ports de mer, surtout de Brest et de Lorient, la misère est souvent causée par le retour aux champs des ouvriers qui ne trouvent plus à s'employer aux armements. C'est ce que constatent les recteurs des environs de Brest, notamment ceux de Quilbignon, de Saint-Renan, de Guilers ; les ouvriers du port sans emploi habitent ces paroisses, mais ne peuvent trouver l'ouvrage aux champs ou ne veulent plus y travailler ; à Quilbignon, on compte 123 ménages indigents contre 92 qui sont à peu près à l'aise. »

### La commune de Saint-Pierre-Quibignon (1790-1944)
Comme la plupart des communes de France, Saint-Pierre-Quibignon est une ancienne communauté d'habitants de paroisse transformée en commune par le vote de l'Assemblée constituante en date du 26 février 1790.

#### Pendant la Révolution française
Guillaume Scouarnec, curé de Saint-Pierre-Quibignon en 1790 devint prêtre réfractaire, refusant de prêter serment à la Constitution civile du clergé, dut se cacher et fut remplacé par un prêtre constitutionnel mal vu des fidèles. Alors qu'il se trouvait à Brest, M. de Squasen, curé de Saint-Pierre-Quilbignon, allait être en 1792 pendu par la populace à un réverbère et fut sauvé par la Garde nationale qui le mena en prison. Guillaume Jean Marie Jestin, né à Locmaria-Plouzané le 27 avril 1754 fut par la suite prêtre constitutionnel de la paroisse, l'étant encore en 1805.

#### LeXIXesiècleet le début duXXesiècle

##### La pratique de la langue bretonne
Saint-Pierre-Quilbignon a continué à parler breton plus longtemps que le bourg de Brest même qui fut très tôt un foyer de francophonie en raison de la présence de la Marine de guerre. Toutefois , compte tenu de la proximité de Brest, la langue française y a été pratiquée très tôt, comme en témoigne une enquête faite en 1902 par la République afin d'éradiquer le catholicisme et la langue bretonne : Saint-Pierre-Quilbignon est alors l'une des trois seules communes du Finistère, avec Brest et Le Relecq-Kerhuon où l'enseignement du catéchisme est donné exclusivement en français, alors que dans 169 communes du département il est donné en breton et en français, que dans 123 autres communes le catéchisme est donné en breton alors que les élèves savent le français et que dans une seule commune (Guengat) les instituteurs déclarent que les élèves sont incapables de comprendre le français.
Toutefois en 1903, le curé de Saint-Pierre-Quilbignon écrit : « Il nous est impossible de ne pas employer la langue bretonne, sous peine de n'être pas compris d'un bon nombre de nos paroissiens qui ne pourraient suivre d'une manière fructueuse une instruction [religieuse] française ».

##### L'ivrognerie
L'ivrognerie était alors un fléau très répandu ; le témoignage qui suit date de 1893 :

« De Brest à Saint-Pierre-Quilbignon, trois kilomètres. On les parcourut en deux heures, pas une minute de plus. Mais aussi quelles royales lampées s'offrirent les bonnes femmes de la diligence, et le cocher, et les petits mousses, et le quartier-maître qui les conduisait. Et quel royal chemin de bonnes beuveries ! Pas une maison qui ne soit un débit ou ne porte une de ces consolantes enseignes : “Cidre à emporter”, “Ici, on donne à boire”. »

Pourtant, dès 1867, une surtaxe sur les alcools est mise en place à l'entrée de la commune de Saint-Pierre-Quilbignon, perçue à l'octroi.

##### Les épidémies
Une succession d'épidémies de choléra parties de Brest frappent Saint-Pierre-Quilbignon, commune limitrophe de ce port. Ainsi en 1834-1835 Saint-Pierre-Quilbignon enregistre 45 cas de choléra et 17 décès ; en 1849-1850, lors de la troisième épidémie de choléra qui frappe le Finistère au XIXe siècle, Saint-Pierre-Quilbignon comptabilise 140 cas dont 51 morts (Brest 338, Lambézellec 113, etc.) entre le 25 décembre 1849 et le 8 janvier 1850.  En 1854-1855, une nouvelle épidémie qui concerne 25 malades provoque 17 décès. La commune est aussi lourdement frappée lors de la cinquième épidémie, celle de 1865-1866 (715 morts pour l'ensemble Brest-Lambézellec-Saint-Pierre-Quilbignon, le détail pour chacune de ces trois communes n'étant pas connu). La commune enregistre encore de nombreux malades mais seulement 4 décès dus au choléra lors de l'épidémie de 1886 qui frappe particulièrement le bourg, Laninon  et la Grande-Rivière. Le faible nombre des décès par rapport aux nombreux malades lors de cette dernière épidémie illustre les progrès médicaux survenus dans le traitement du choléra par rapport aux décennies précédentes grâce entre autres à l'action du docteur Chabassu. Une épidémie survient encore en 1893, le maire de Saint-Pierre-Quilbignon faisant alors fermer plusieurs puits dont l'eau est suspecte de contamination par des matières organiques. Un médecin envoyé par le ministère de l'Intérieur à Brest, et qui visite aussi Saint-Pierre-Quilbignon, s'élève « contre la malpropreté générale » et « réclame le balayage des rues et leur arrosage à l'eau de mer si l'eau de source manquait ».
Dans la seconde quinzaine de juillet 1872 une épidémie de fièvre typhoïde commence au village de Kergreach, gagne celui de Rouissan, s'étend à la totalité de la commune ainsi qu'à Recouvrance et concerne aussi Saint-Marc, Le Relecq, à Guilers, à La Trinité :

« Le village de Rouissan est placé dans le voisinage du polygone de la Marine, près d'une surface étendue récemment déboisée, et où l'on dépose les vidanges et les fumiers de Brest. La population est pauvre, d'une saleté immonde, adonnée à tous les vices et en particulier à l'ivrognerie et à la prostitution. Dans des taudis infects, les filles couchent sur de véritables fumiers de paille ou de balle d'avoine, à peine vêtues et livrées à la dépravation la plus honteuse : sur 322 habitants, 125 à 130 ont été frappées par l'épidémie, 26 sont morts. »

En 1897, une épidémie de variole sévit pendant trois mois, faisant de 15 à 20 malades chaque jour. En 1903, une épidémie de typhoïde survient au fort de Montbarey. La tuberculose faisait aussi des ravages.

##### Les loups
La présence de loups est attestée à Saint-Pierre-Quilbignon jusque vers le milieu du XIXe siècle et a laissé quelques traces toponymiques : le hameau de Kerarbleiz (en breton, le "village du loup"), par exemple.

##### Les métiers d'antan
Outre les paysans, les marins et les ouvriers de l'arsenal, longtemps majoritaires à Saint-Pierre-Quilbignon, de nombreux autres professions étaient représentées dont l'histoire a parfois gardé quelques traces, parfois grâce à une carte postale : des chaufourniers (un four à chaux fonctionnait à la grève de Maison-Blanche), des bourreliers, des charrons, etc.
La rue allant de Recouvrance à Saint-Pierre-Quilbignon (actuelles rues Anatole France et Victor Eusen) n'était qu'une succession de commerces, les concentrations les plus fortes se trouvant à Recouvrance, aux Quatre-Moulins et au bourg de Saint-Pierre.

##### L'essor du faubourg des Quatre-Moulins
Les faubourgs de Brest se développèrent surtout après la guerre de 1870 : ce fut le cas entre autres de celui compris entre Recouvrance et le bourg de Saint-Pierre-Quilbignon, la rue les reliant (actuelle rue Anatole France) servant d'axe d'urbanisation, tout d'abord dans le quartier des Quatre-Moulins : « la rue proprement dite se remplit peu à peu entre 1880 et 1900. De chaque côté de la rue, des quartiers s'amorcèrent ; au nord, la partie comprise entre le Polygone et la rue qui monte à Saint-Pierre-Quilbignon vit s'édifier vers 1910 de petites maisons ouvrières contrastant avec les grands immeubles de rapport de la rue principale ; au sud de la rue principale, de petites maisons se construisirent aussi le long de la côte, maisons de plaisance, mais aussi maisons des fonctionnaires de la marine, attirées par les nouvelles constructions du port de guerre le long de la côte ». À partir de 1898, la desserte de l'actuelle rue Anatole France par le tramway électrique facilite les trajets vers « Brest même ».
Cette urbanisation du quartier des Quatre-Moulins entraîne des contrastes avec le bourg traditionnel de Saint-Pierre-Quibignon : par exemple en 1928, le bourg de Saint-Pierre-Quilbignon parle majoritairement breton et vote à droite alors que la section des Quatre-Moulins parle majoritairement français et vote à gauche.

##### Sainte-Anne-du-Portzic
La plage de Sainte-Anne-du-Portzic était déjà très fréquentée à la fin du XIXe siècle si l'on en croit cette description qui date de 1892 :

« Au-delà des fortifications, se dressent des guinguettes blanchies à la chaux, accompagnées de tonnelles et de jeux de boules ; dans les jardinets, parmi les roseurs de volubilis, d'anciennes cambuses de navire d'un rouge sang de bœuf, où nichent des mastroquets et des chiffonniers. Au bout d'une avenue ombreuse et large, on descend une pente, et l'on arrive à la petite anse de Sainte-Anne, au fond de laquelle s'étend une plage de sable fin. Des cabines s'alignent sous la falaise, des enfants jouent au bord de l'eau, de fraîches toilettes, des ombrelles claires, épanouies comme de larges fleurs, mettent çà et là de jolies notes lumineuses. »

En 1928, Joseph Créac'h, dans son roman Maudez le Léonard fait le récit suivant :

« Le brave Maudez, endimanché, partait avec les petits et la maman faire un tour du côté de Laninon. C'était alors une plage de sable fin au pied des remparts [de Recouvrance]. [...] Souvent la petite famille suivait le chemin en corniche qui, par l'aiguade des Quatre-Pompes, à travers landes et ravins, arrivait après tant de maladresses exténuantes à Sainte-Anne-du-Portzic. Vieille chapelle et bois d'Amour, folie des balançoires, tonnelles pour dînettes d'amoureux ; tous les Brestois qui ont fait du sentiment au temps de leur jeunesse s'émeuvent en disant : Sainte-Anne. »

##### Les querelles entre laïcs et cléricaux finXIXeet débutXXesiècle
La nouvelle église Saint-Pierre est consacrée le 17 septembre 1856. Le « comte de Chambord » fit don d'une somme de 200 francs pour aider à sa construction. En 1870, une chapelle Notre-Dame-de-Lourdes fut édifiée à côté de l'église paroissiale ; elle a été démolie en janvier 2011.
En 1878, le conseil municipal de Saint-Pierre-Quilbignon vote la substitution de l'enseignement laïque à l'enseignement congréganiste dans les écoles de la commune. En conséquence, le 2 septembre 1878, les Frères de Ploërmel sont chassés de leur établissement scolaire et remplacés par des instituteurs laïques, conséquence des lois Jules Ferry. En 1891, le maire de l'époque, Porquet, est qualifié de « tyranneau de village » par le journal La Croix qui l'accuse entre autres de refuser tout secours et même tout certificat d'indigence à ceux de ses administrés qui vont à la messe et même tout don de cercueil aux décédés qui ont reçu les derniers sacrements.
En 1896, Saint-Pierre-Quilbignon disposait d'une école maternelle et d'une école primaire publiques. Un patronage de garçon et un de filles étaient dirigés par un ecclésiastique et une communauté des Sœurs de la Sagesse assistait et soignait les malades à domicile.
Le 1er mai 1903 des militants socialistes et anarchistes venus de Recouvrance envahissent la chapelle de Kerbonne, entonnant la Carmagnole, conspuant la Calotte, soutenant Émile Combes et brisant une chaire.
Le journal La Croix du 9 juin 1903 écrit : 

« Des commissaires de police, envoyés par le gouvernement, viennent de se rendre dans ceux des établissements enseignants du Finistère dirigés par les anciens Frères de Ploërmel, qui devaient se fermer le 31 mai dernier, pour voir si la fermeture avait eu lieu réellement. (...) À Saint-Pierre-Quilbignon (...), les commissaires ont trouvé les Frères revêtus d'habits laïques, continuant à faire l'école, se déclarant sécularisés et libres, par conséquent, d'enseigner. »

Les membres des congrégations religieuses sont expulsés et leurs établissements fermés en 1903 : 

« M. Mœrdès, commissaire spécial, accompagné de la gendarmerie, est allé à Saint-Pierre-Quilbignon pour apposer les scellés sur l'école des Frères de Lamennais, 227 enfants étaient en classe. [...] Le curé s'y est opposé et a montré des titres prouvant qu'il était le propriétaire de l'école. Le commissaire et les gendarmes se sont alors retirés. Au dehors, la foule a manifesté par les cris de : “Vive la liberté !”. »

En 1911 s'achève la construction de la nouvelle église de Kerbonne, consacrée en janvier 1912.

### Les deux guerres mondiales et l'Entre-deux-guerres
Le monument aux morts de Saint-Pierre-Quilbignon est inauguré en novembre 1921 pour rendre hommage aux 323 morts pour la France de la commune pendant la Première Guerre mondiale.
Un marché était organisé « le quatrième mardi de chaque mois sur la place du bourg et autour de l'église ».
Le Petit Jardin était alors très fréquenté : restaurant ouvert en 1867 au milieu de la côte du Grand Turc, il devint salle de danse très réputée, fréquentée entre autres par les soldats de l'armée américaine entre 1918 et 1922. L'établissement ferma en 1966.
En 1921 le club sportif "Étoile Sportive Quibignonnaise" (créé en 1919) est renommé "Légion Saint-Pierre", à l'initiative de Xavier Trellu (qui faisait alors son service militaire à Brest), futur sénateur et député. 
L'urbanisation de Saint-Pierre-Quibignon continue à un rythme rapide : par exemple entre 1925 et 1929 inclus, l'on comptabilise 112 constructions nouvelles côté Kervillerm (côté sud par rapport à la rue Anatole France), 100 côté Kérébezom (côté nord) et en plus une soixantaine d'autres disséminées sur le reste du territoire communal.
Pendant la Seconde Guerre mondiale, l'abri de la défense passive situé sous l'église de Saint-Pierre permettait d'accueillir 400 personnes et contribua à sauver de nombreux habitants, particulièrement lors du bombardement du 11 août 1944 qui frappa particulièrement Saint-Pierre-Quilbignon.

### L'impact de la Marine nationale

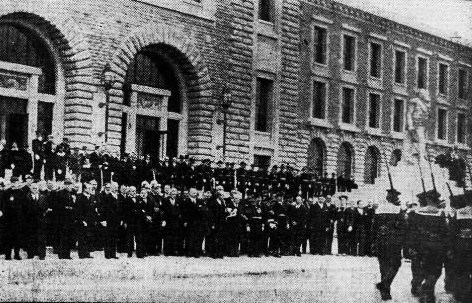
Inauguration de l'École navale par le président de la République Albert Lebrun (30 mai 1936).

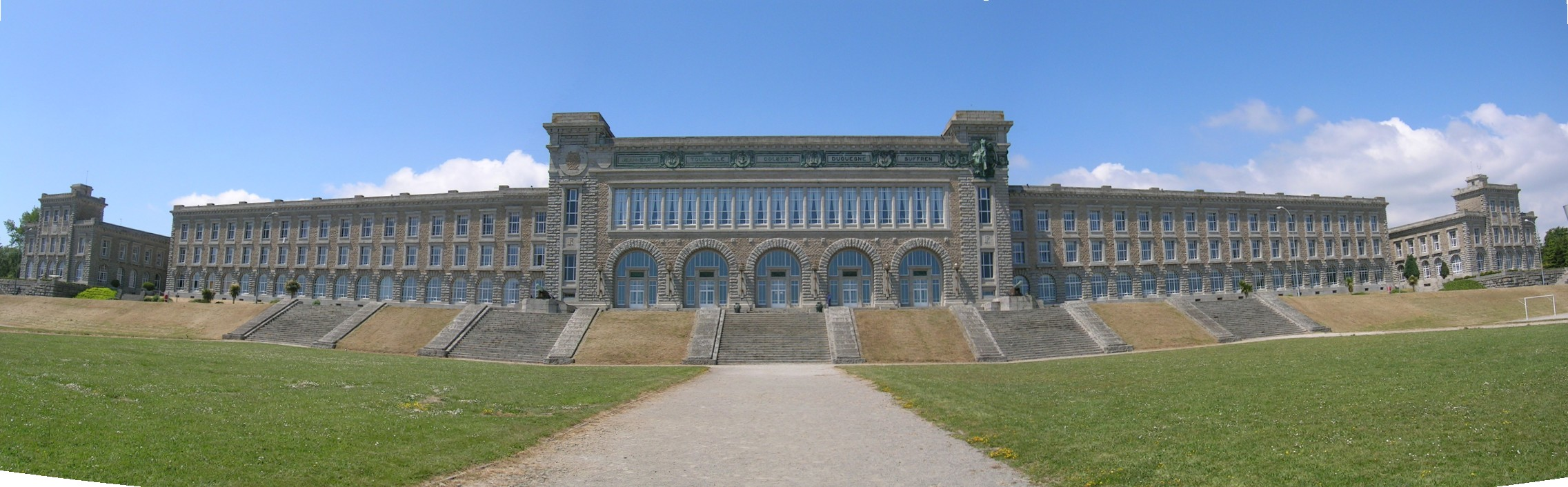
Les anciens bâtiments de l'École navale abritant désormais l'École des mousses, l'École de maistrance et du lycée naval de Brest depuis la Seconde Guerre mondiale.

En raison de sa proximité avec Brest, Saint-Pierre-Quilbignon abrite sur son territoire communal de nombreuses infrastructures liées à la Marine nationale :
- Plusieurs des forts de la ceinture de forts protégeant Brest d'une invasion par voie terrestre se trouvent sur le territoire de la commune : le fort Saint-Pierre, plus connu sous le nom de Fort de Montbarey, fut construit entre 1777 et 1783[62] ; le fort de Keranroux[63] ; le fort du Questel[64].
- L'École navale : la première pierre du bâtiment de l'École navale[65], qui remplace l'École d'application de la Marine embarquée sur les Borda[66], est posée le 14 novembre 1929 par le ministre de la Marine Georges Leygues et l'École ouvre dans ses nouveaux locaux le 1er octobre 1935[67]. Elle est officiellement inaugurée le 30 mai 1936 par le président de la République Albert Lebrun reçu conjointement par les maires de Brest et de Saint-Pierre-Quilbignon[68]. L'École navale a été transférée à Lanvéoc-Poulmic, mais ses bâtiments abritent désormais le lycée naval de Brest.
- La centrale électrique enterrée de Sainte-Anne-du-Porzic : enterrée pour des impératifs de sécurité militaire, elle fut construite en 1951 et est désormais désaffectée[69].

### St Pierre dans Brest aujourd'hui
Outre le stade de Saint-Pierre et son église, ce quartier est aussi une porte entre les mondes civil et militaire grâce aux différentes portes de l'arsenal et surtout le C.I.N abritant l'École des mousses, l'École de maistrance et le lycée naval.

## Politique et administration

### Les maires successifs de Saint-Pierre-Quilbignon
Parmi les plus connus, Jean Péron, cultivateur, fut son premier maire ; le comte de Rodellec du Porzic est maire en 1840 ; Paul Pochard, entrepreneur au Prat-Lédan, fut maire (nommé par l'empereur Napoléon III) de 1852 à 1871 et un ancien médecin de la Marine nationale, le docteur Robert Tindal Gestin le fut entre 1881 et 1888. Parmi les successeurs, les plus connus sont Jean-Marie Gélébart, maraîcher à la Cavale Blanche, maire de 1896 à 1912 ; Émile Kerrien, médecin au bourg de Saint-Pierre entre 1919 et 1926 ; Eugène entre 1926 et 1930 et Victor Eusen, marchand boucher, fut le dernier maire entre 1929 et 1944.

### La volonté de préserver l'indépendance quilbignonnaise
La loi du 25 avril 1847 prive Saint-Pierre-Quilbignon d'une partie de son territoire à l'ouest de la Penfeld et l'attribue à la commune de Brest.
À la suite de troubles et délits divers survenus, le sous-préfet de Brest impose en 1899 la création d'un commissariat de police « de 4e classe » à Saint-Pierre-Quilbignon, subordonné au commissariat central de Brest, ce qui provoque maintes protestations des habitants et même une grève municipale, toute la municipalité démissionne. Le journal L'Ouest-Éclair écrit : « Ce qui contrarie les Quilbignonnais, c'est que la création d'un commissariat va grever leur budget de 5 000 francs. [...] Et, ce qui est plus grave, c'est que le commissaire de Saint-Pierre serait placé sous les ordres du commissaire central de Brest. Foi de Bretons, les braves Quilbignonnais ne supporteront jamais pareil affront ». Le journal Le Figaro écrit alors : « Il y a en effet entre Saint-Pierre-Quilbignon et Brest une de ces terribles rivalités qui se perdent dans la nuit des temps, quelque chose comme la haine mémorable qui a autrefois existé entre Tarascon et Beaucaire ». Quelques jours plus tôt, un conseiller municipal démissionnaire s'était écrié : « Nous sommes les Boers de la Bretagne ; nous luttons pour notre indépendance ! ». Le sous-préfet maintient sa décision et le commissariat est créé par le décret du 9 octobre 1899.

### La fin de l'indépendance communale
L'indépendance de la commune prit fin par l'arrêté du 3 octobre 1944 pris par Victor Le Gorgeu, alors commissaire régional de la République, qui décida de la fusion des quatre communes formant l'agglomération brestoise : Brest, Lambézellec, Saint-Marc et Saint-Pierre-Quilbignon. L'ancienne commune a toutefois conservé, au sein de la ville de Brest, sa mairie de quartier, implantée aux Quatre-Moulins.

## Transports
Dès 1847 un omnibus à trois chevaux, dénommé l’Hirondelle, relia Brest au Conquet en passant par Saint-Pierre-Quilbignon (aller le matin, retour l'après-midi); son dernier voyage fut effectué le 12 juillet 1903, jour du début de l'exploitation de la ligne du tramway reliant Brest au Conquet.

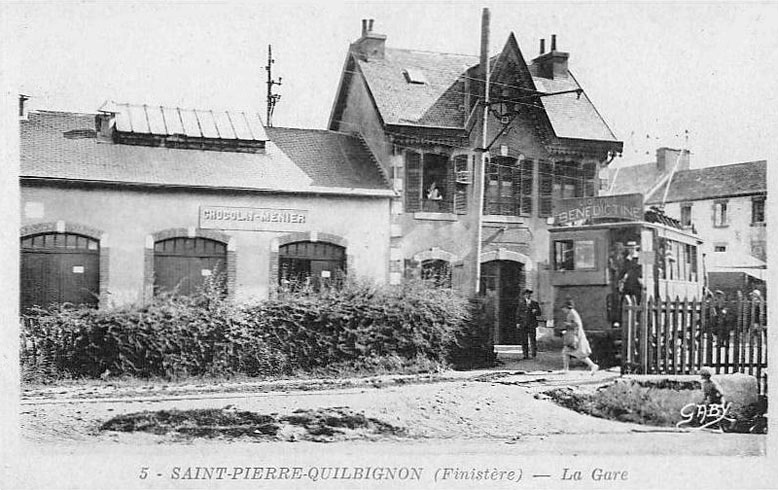
La gare du tramway à Saint-Pierre-Quilbignon vers 1910.

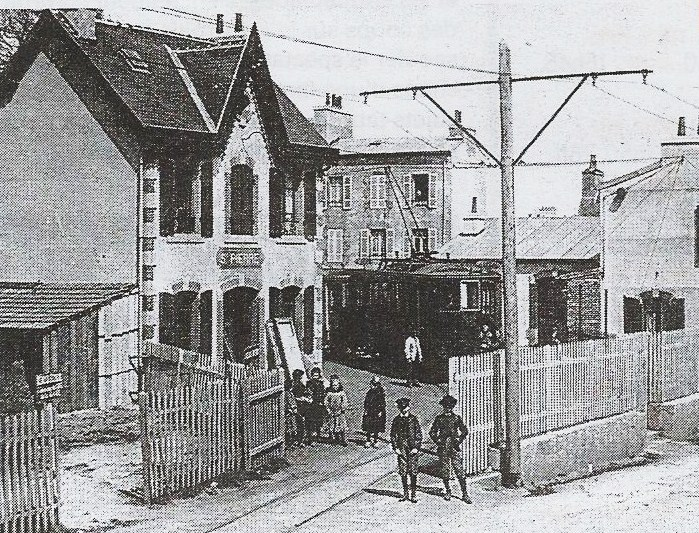
La gare du tramway de Saint-Pierre-Quilbignon en 1915.

Les travaux de construction d'une ligne de tramway allant de Saint-Pierre-Quilbignon, avec un embranchement sur Sainte-Anne-du-Portzic, au Conquet sont déclarés d'utilité publique par le décret du 11 septembre 1902 et la concession attribuée à la Compagnie des tramways électriques du Finistère. Son cahier des charges précise que la ligne partira de la place de l'église. Desservant entre autres Le Trez-Hir et Porsmilin, son but est d'améliorer les communications entre Brest et Le Conquet, de favoriser le tourisme sur les plages desservies et outre son utilité civile pour le transport des personnes, « considérée comme très importante pour la défense des côtes, permettra d'envoyer des troupes au Conquet rapidement en cas de débarquement ennemi ». La ligne est inaugurée le 27 juin 1903 et la mise en service est effective le 12 juillet 1903 ; la déclaration d'utilité publique est renouvelée le 11 juin 1907, le service minimum étant fixé à trois trains journaliers dans chaque sens. La ligne est prolongée jusqu'à la porte du Conquet à Recouvrance à Brest en 1908. La ligne fonctionnait grâce à une centrale électrique installée à Pont-Rohel et comportait une vingtaine de stations. Elle connut son âge d'or entre 1903 et 1914, le record de fréquentation étant atteint en 1911 avec 157 480 voyageurs (soit une moyenne de 450 voyageurs par jour) ; la ligne, déficitaire, est rachetée par le département du Finistère en 1921 et fonctionna jusqu'en 1932.
Une des deux lignes de tramway urbain de Brest desservit aussi Saint-Pierre-Quilbignon entre 1898 et 1944 et reliant la commune à Brest même en passant par le pont de Recouvrance. Les accidents de tramway étaient assez fréquents : par exemple le 6 juin 1905 « les freins d'un tramway électrique ayant cessé de fonctionner alors qu'il se trouvait au haut de la côte de Saint-Pierre-Quilbignon, longue de près d'un kilomètre et très rapide, le tramway partit comme une flèche. Arrivé à Brest-Recouvrance, il sortit des rails, monta sur le trottoir, cassant un gros arbre et alla se jeter contre un mur qu'il défonça ». L'accident fit une dizaine de blessés. Des accidents analogues survinrent le 1er octobre 1908 et le 28 novembre 1909 faisant chacun une quinzaine de blessés ; et il y en eut bien d'autres, la plupart au même endroit en raison de l'importance de la pente du Grand Turc.
Après la Seconde Guerre mondiale, une ligne de trolleybus relia entre 1951 et 1970 Saint-Pierre-Quilbignon à la place de Strasbourg en passant par le pont de Recouvrance. En juin 2012 sera inauguré le nouveau tramway de Brest dont la ligne unique reliera la route du Conquet, au-delà de Saint-Pierre-Quilbignon, aux zones commerciales de Kergaradec et du Froutven en passant par le Pont de Recouvrance, la rue de Siam et la rue Jean-Jaurès.

## Démographie
Avant l'urbanisation du XXe siècle, Saint-Pierre-Quilbignon possédait quelques gros hameaux : en 1866, pour une population communale totale de 7 665 habitants, le bourg de Saint-Pierre-Quilbignon était peuplé de 651 habitants, la commune possédant plusieurs hameaux importants, certains plus peuplés que le bourg : les Quatre-Moulins, Laninon, la Grande-Rivière, les Quatre-Pompes et Maison-Blanche étaient les principaux ; « cette commune est peuplée en grande partie par des ouvriers de l'arsenal de Brest et des retraités de la marine ». En 1896, la Grande-Rivière était peuplée de 377 habitants, Kerbonne n'avait encore que 98 habitants et La Salette 73 habitants mais les Quatre-Moulins, déjà touchés par l'urbanisation avaient à la même date 1 356 habitants.
Au XXe siècle, l'urbanisation s'intensifie : par exemple le quartier de Kerbonne est peuplé de 3 500 habitants en 1910 et de plus de 11 000 en 1955. 
| 1793  | 1800  | 1806  | 1821  | 1831  | 1836  | 1841  | 1846  | 1851  |
| ----- | ----- | ----- | ----- | ----- | ----- | ----- | ----- | ----- |
| 1 784 | 2 051 | 2 219 | 2 053 | 2 967 | 3 185 | 3 214 | 3 715 | 4 188 |

| 1856  | 1861  | 1866  | 1872  | 1876  | 1881  | 1886  | 1891  | 1896  |
| ----- | ----- | ----- | ----- | ----- | ----- | ----- | ----- | ----- |
| 4 718 | 5 574 | 6 123 | 6 525 | 6 301 | 7 002 | 7 665 | 8 755 | 9 099 |

| 1901   | 1906   | 1911   | 1921   | 1926   | 1931   | 1936   | - | - |
| ------ | ------ | ------ | ------ | ------ | ------ | ------ | - | - |
| 10 332 | 10 943 | 12 010 | 12 003 | 11 325 | 11 947 | 14 233 | - | - |

## Personnalités liées à la commune
- Alain Robbe-Grillet (1922-2008) en est natif.
- André-René-Louis de Rodellec du Porzic, né le 28 décembre 1847 à Saint-Pierre-Quilbignon, s'engagea dans les zouaves pontificaux en 1868 ; devenu sergent, il prit part à la défense de Rome, puis combattit en France pendant la guerre de 1870. Il est mort à Landerneau le 10 mai 1912.
- Guillaume Seznec (1878-1954) achète avec son épouse Marie-Jeanne, une blanchisserie à Saint-Pierre-Quilbignon.
- Victor Eusen (1899-1944), dernier maire de Saint-Pierre-Quilbignon entre 1929 et 1944, président de la délégation spéciale chargée de gérer Brest entre 1942 et 1944, décédé dans la catastrophe de l'explosion de l'abri Sadi-Carnot.
- Jean-Michel Guilcher (1914-2017) en est natif.
- Georges Laouénan (1920-1987), né à Saint-Pierre-Quilbignon, compagnon de la Libération.
- Roger Podeur (1920-2005), né à Saint-Pierre-Quilbignon, colonel, Compagnon de la Libération.
- Pierre Kervennic (1922-1991), évêque de Saint-Brieuc (1976-1991).
- Raymond Léaustic (1926-1997), né à Saint-Pierre-Quilbignon, ancien résistant, président du Patronage Laïque du Pilier-Rouge

- Robert Castel (1933-2013), né à Saint-Pierre-Quilbignon, sociologue français très renommé.
- Louis Maréchal (1938-2016), né à Saint-Pierre Quilbignon, ouvrier à l'Arsenal de Brest. Ancien AFN et syndicaliste CFTC

## Monuments et sites
- L'église paroissiale Saint-Pierre, construite en 1956. Son clocher, abattu par les Allemands en 1944 a été reconstruit en 1953[88]. L'église précédente datait de 1853, mais d'autres églises ont existé antérieurement.
- Plusieurs chapelles ont disparu : 
  - La chapelle de Sainte-Anne-du-Portzic, érigée en 1615, tombée en ruine pendant la Révolution française, reconstruite en 1853. Son pardon a lieu le dimanche après le 26 juillet[89].
  - La chapelle Sainte-Brigitte, près du bourg, fut reconstruite en 1823 puis démolie et transférée sur un autre emplacement en 1854 sous le nom de Notre-Dame-de-la-Salette. Son pardon avait lieu le 8 octobre.
  - La chapelle-Jésus, sur les rives de la Penfeld[90], ancien oratoire connu grâce à la célèbre chanson d'Henri Ansquer Complainte de Jean Quéméneur qui parle du « pardon d'la Chapelle-Jésus »[91].
  - La chapelle de Kerango (Kerangoff) : son pardon avait lieu le 2 juillet (remplacée par l'église Notre-Dame de Kerbonne désormais). Kerbonne[92] est devenue une paroisse le 26 juin 1907 et l'église est construite entre 1909 et 1923[93].